# جینگ جینهونگ
جینگ جینهونگ (انگلیسی: Jing Junhong؛ زادهٔ ۱۳ اکتبر ۱۹۶۸) یک بازیکن تنیس روی میز اهل سنگاپور است.